# Jüdischer Friedhof (Berne)

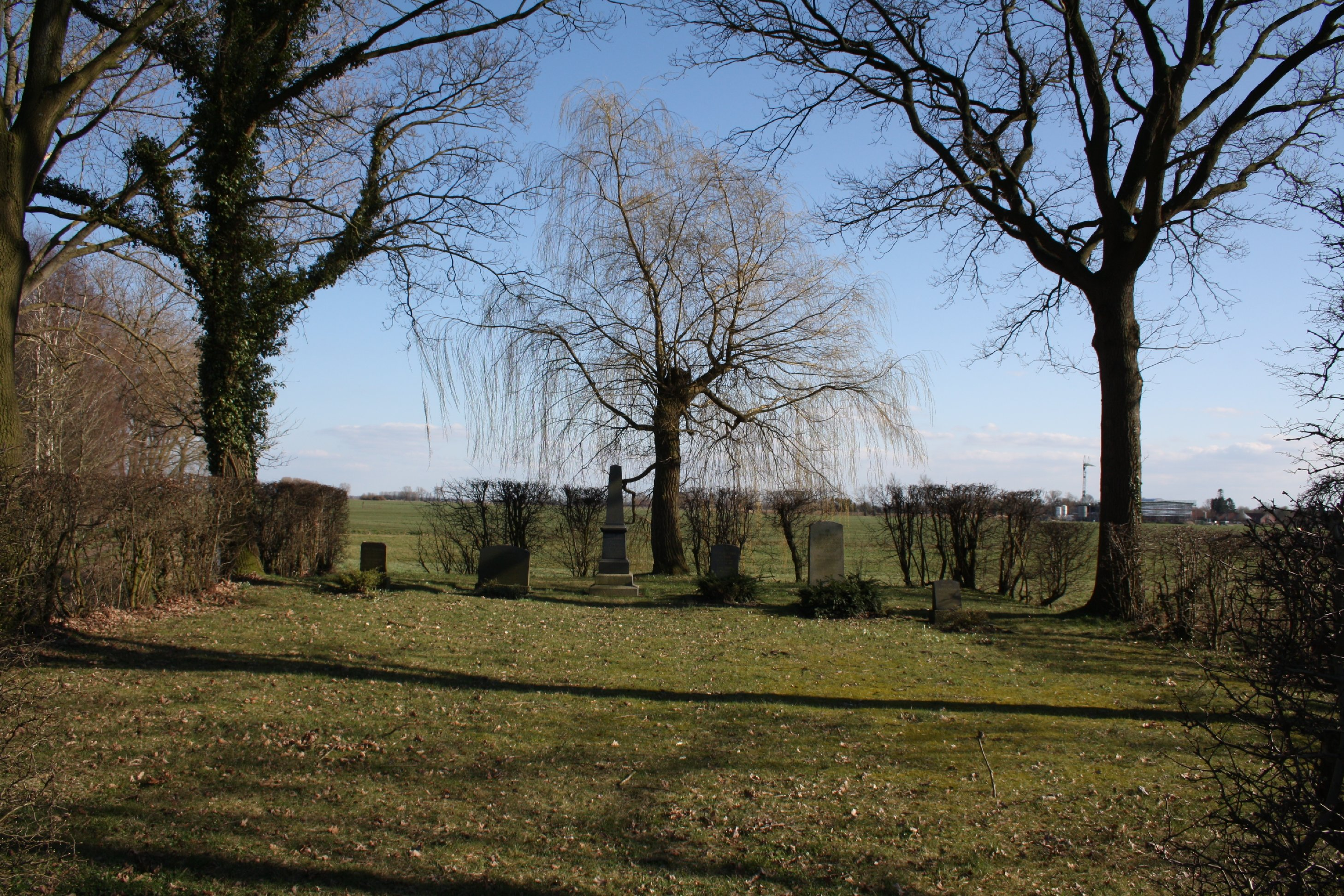
Jüdischer Friedhof Berne

Der Jüdische Friedhof Berne in Berne im niedersächsischen Landkreis Wesermarsch ist ca. 810 m² groß. Der Friedhof wurde im Jahr 1895 auf einem Privatgrundstück von Louis Koopmann angelegt. Es handelte sich dabei um einen Teil der ihm gehörenden sogenannten Molkereiwiese an der heutigen Bundesstraße B 74 im Ortsteil Ranzenbüttel (Richtung Weser). Er ist vollständig durch einen Wassergraben von der Weide abgetrennt worden.

## Geschichte
Der Friedhof sollte zunächst nur zur Aufnahme von Gräbern der Familie Koopmann dienen; die Behörden verlangten allerdings, dass alle jüdischen Bürger der Synagogengemeinde Berne dort bestattet werden dürfen. Vor dieser Zeit bestatteten die Juden aus Berne ihre Toten auf den jüdischen Friedhöfen in Varel-Hohenberge, Delmenhorst und Wildeshausen. Der älteste erhaltene Grabstein in Wildeshausen ist der Grabstein für Eljukam B. R. Jhuda Koopmann aus Berne, der im Jahr 1787 starb. Der älteste vorhandene Grabstein auf dem jüd. Friedhof in Berne stammt aus dem Jahr 1895; es ist der Grabstein für den Begründer des Friedhofes, Louis Koopmann. Eine letzte Bestattung fand im Jahr 1928 für Albert Koopmann statt.
Im Jahr 1933 gab es in der Synagogengemeinde Berne nur noch 15 Personen, die sich auf drei Familien verteilten.  Faktisch kam es 1938 zur Auflösung der Gemeinde; das Synagogengebäude an der Lange Straße wurde im selben Jahr verkauft und forthin als Wohnhaus genutzt. Es wurde 1939 angeregt, den Friedhof an die Synagogengemeinde Oldenburg aufzulassen. Vermutlich ging er später an die Reichsvereinigung der Juden in Deutschland und nach deren Auflösung an das Reichsfinanzministerium über.
In der Folgezeit wurde der Friedhof von NSDAP- bzw. Hitlerjugend-Mitgliedern geschändet. Vahlenkamp berichtet: „Ob er während der NS-Zeit verwüstet und Grabsteine zerstört wurden, kann nicht eindeutig geklärt werden.“ Allerdings heißt es in einem Schreiben von 1946 des Landkreises Wesermarsch: „Der Jüdische Kirchhof in Berne wurde von den Nazis vollkommen zerstört.“
Die Gemeinde Stedingen wandte 860,90 Reichsmark auf, um den Friedhof im Jahr 1946 wieder herrichten zu lassen (Gräber, Umfriedung und Eingangstor). Das Land Niedersachsen führte im Jahr 1950 umfangreiche Maßnahmen zur weiteren Wiederherstellung durch; Kosten entstanden in Höhe von 847,30 DM.
Nach ihrer Rückkehr aus dem KZ Theresienstadt übernahm zunächst Frau Ella Türk (geb. Koopmann) aus Berne die Pflege des Friedhofs.
Der Friedhof befand sich von 1895 bis 2014 in Privatbesitz der Familie Koopmann; zuletzt bei einem Urenkel des Friedhofbegründers, Ernest Koopmann aus den USA. Erst im Jahr 2014 wurde er offiziell an den Landesverband der Jüdischen Gemeinden von Niedersachsen übergeben, der seit langem den „pflegeverwaisten Friedhof“ unterhielt und pflegte.

## Vorhandene Grabsteine
Auf dem Friedhof befinden sich sechs Grabsteine mit Namensnennung und ein Grabsteinfragment ohne Namensangabe. Die Grabsteine erinnern an folgende Personen:
| Name              | Geburtsname | Geburtsjahr | Sterbejahr |
| ----------------- | ----------- | ----------- | ---------- |
| Koopmann Louis    |             | 1820        | 1859       |
| Koopmann, Amalie  | Goldschmidt | 1827        | 1897       |
| Frank, Friederike | Bloch       | 1845        | 1902       |
| Frank, Louis      |             | 1835        | 1917       |
| Goldstein, Rosi   |             |             | 1919       |
| Goldstein, Jacob  |             |             | 1920       |
| Koopmann, Leopold |             | 1854        | 1927       |
| Meyer, Pauline    | Rosenbaum   | 1848        | 1925       |
| Koopmann, Ernst   |             | 1891        | 1915       |
| Koopmann, Albert  |             | 1857        | 1928       |
| Koopmann, Sara    | Katz        | 1861        | 1942       |
| Koopmann, Ida     | Meyer       | 1870        | 1943       |

Zum Andenken an ihren Sohn und Teilnehmer des Ersten Weltkrieges erinnert die Aufschrift „Dem Andenken unseres Sohnes Ernst Koopmann geb. 1. März 1891 gefallen in Frankreich 25. September 1915“ auf dem gemeinsamen Grabstein von Leopold und Sara Koopmann. Sara Koopmann starb am 6. September 1942 im Ghetto Theresienstadt; Ida Koopmann starb ebenfalls in Theresienstadt, am 1. März 1943.